# 白鳥城
白鳥城（しらとりじょう）は、越中国婦負郡白鳥（現在の富山県富山市吉作）にあった日本の城。とやま城郭カードNo.17。

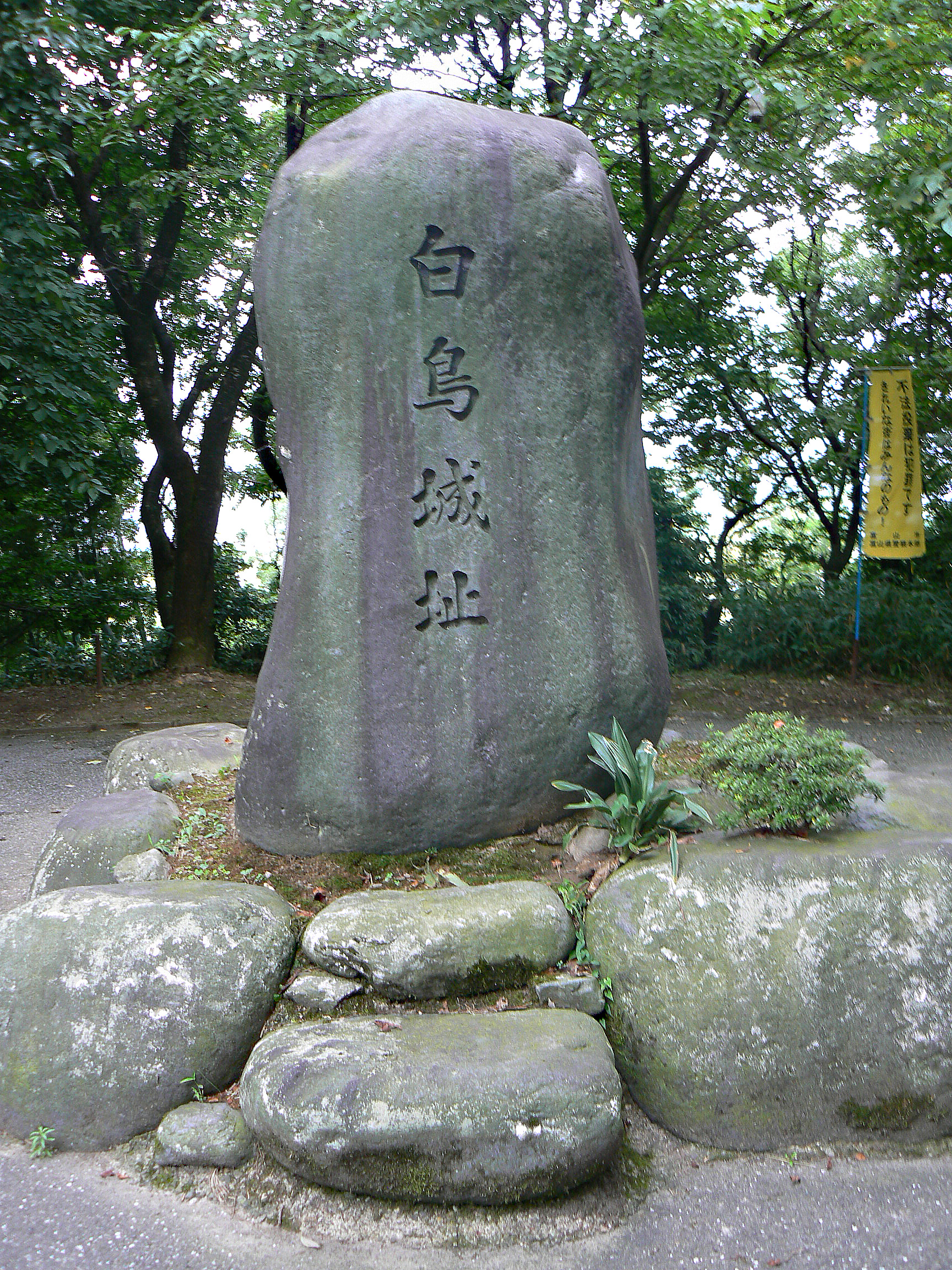
石碑

## 概要
呉羽丘陵の城山（標高145.3メートル）を中心に現在も曲輪群、空堀、井戸跡などの遺構が残る。東側に平城である富山城を見下ろす位置関係にあるが、丘陵の東側は急斜面になっているのに対し、西側はゆるやかな斜面のため、西からの攻めに対しては弱く、東方に備えて築かれた城である。したがって、東からの上杉勢に対しては富山城の詰め城の機能を果たしたが、逆に豊臣勢など西からの寄せ手に対しては相手の富山城に対する付け城ともなった。
城名は東麓に在る白鳥神社（富山市寺町）に由来するが、古くは御服山（五福山、呉福山とも）城と呼ばれた。
富山市中心部からほど近く、本丸跡は市街を眼下に立山連峰を一望できるベストスポットでもある。アクセス道路、自転車道、遊歩道も整備されており、気軽に訪れることが出来る。

## 歴史
本丸跡からは環壕を巡らした弥生時代の高地性集落跡が見つかっており、古くから軍事上の要地であったことが判る。文献上は、寿永2年（1183年）に源義仲の武将・今井四郎兼平が陣を張ったとするのが最初の記録で、その後、越中守護代神保長職が上杉謙信の越中攻めに備えて本格的に築城し、富山城の詰城として利用されたと思われる。その後、神保氏の降伏により城は上杉方の手に移ったが、元亀3年（1572年）には西から攻め寄せる一揆勢により落城した。白鳥城は、東側が急斜面となっており東からの攻撃には強かったが、西側はなだらかな斜面となっており、西からの攻撃には脆弱な城であった。
上杉謙信の死後、越中が織田方の支配下にはいると、佐々成政が富山城に入り白鳥城も引き続きその支城として使われたと思われるが、天正18年（1585年）に羽柴秀吉が成政を攻めた際（富山の役）、富山城を見下ろす位置にある白鳥城に豊臣軍の陣が置かれた。秀吉の本陣が置かれたとする伝承があるが、実際に秀吉の本陣が置かれたのは加越国境の倶利伽羅であり、白鳥城に陣を設けたのは先遣隊の大将であった織田信雄とみられている。
成政降伏後は婦負郡以西を加増された前田利家が有し、まだ越中の一部を領していた成政に備えるため城将を置いた。現存する縄張りはこの頃に完成したものとされている。
文禄4年（1595年）に新川郡を加増された前田利長は、白鳥城とその支城に城将を置く。同年、新川郡の諸城も上杉家の越中衆より引き渡される。利長は守山城を本拠とし、佐々・上杉の越中撤退により白鳥城は慶長年間に廃城となった。
1980年（昭和55年）から1983年（昭和58年）にかけて試掘調査が行われ、本曲輪で礎石建物のほか鍛冶遺構などが検出された。

## 遺構・復元施設
- 虎口 - 門や土塀、櫓があったと思われるが[8]現存していない。
- 空堀跡 - 丸太を削った側面に書かれた「空堀跡」の木碑。
- 二の丸跡 - 同じく「二の丸跡」木碑。
- 本丸跡 - 本丸跡案内板がある。
- 天守台

### 周辺施設
- しらとり広場「白鳥城址」石碑 - 裏側に歴代城主の歴史と富山の発展を祈願する文が刻まれている（本記事の画像も参照）。
- しらとり広場展望台

## 支城
- 大峪城 - 婦負郡内に存在した白鳥城の後詰めを担う支城。現在は土塁が残っている。
- 安田城 - 同上。

## 交通
- JR高山本線・西富山駅から徒歩15分
- 北陸自動車道・富山西ICから約20分
  - 無料の駐車場あり